# Tatort: Macht der Familie
Macht der Familie ist ein Fernsehfilm aus der Krimireihe Tatort. Der vom NDR produzierte Beitrag wurde am 18. April 2021 im Ersten und auf SRF 1 erstausgestrahlt. Es ist die 1164. Folge der Reihe und der 15. Fall von Kriminalhauptkommissar Thorsten Falke.

## Handlung
Der Verdeckte Ermittler Tarik fliegt mit Nicolai Timofejew, dem Neffen des Waffenhändlers Victor Timofejew, in einem Learjet vom Flughafen Lübeck-Blankensee nach Zypern, um ein Waffengeschäft abzuwickeln. Als das Flugzeug in der Luft explodiert, kommen Tarik und Timofejew ums Leben. Die gerade zur Kriminalhauptkommissarin beförderte Julia Grosz hatte den Einsatz aus der Zentrale geleitet, während Thorsten Falke vor Ort auf dem Flughafen Lübeck-Blankensee war.
Victor Timofejew hat sich als angeblicher Händler von Landmaschinen eine perfekte Unternehmer-Fassade aufgebaut. Nach dem Suizid seines Bruders hat er dessen Frau Warwara geheiratet. Er wollte Nicolai als Erben seiner Geschäfte einsetzen, weil er seinen Sohn Andrej für untüchtig hielt. Doch Nicolai wollte aussteigen.
Die Polizistin Marija Timofejew, die Schwester von Nicolai, entschließt sich, den Ermittlern dabei zu helfen, den Mörder ihres Bruders zu finden.
Andrej, Victor Timofejews Sohn, hatte den Learjet gechartert und damit zuvor einen dubiosen russischen Geschäftsmann – möglicherweise ist er Geheimagent – in die Familie Timofejew eingeführt. Dieser hatte nicht nur das Flugzeug mit Nicolai abstürzen lassen. Er lässt auch Victor und Andrej erschießen, als Victor gerade vor seinem Haus von den Kommissaren befragt wird. Grosz und Falke können Marija gerade noch vor einem Mordanschlag des Unbekannten schützen.

## Hintergrund
Der Film wurde vom 20. Juli 2020 bis zum 20. August 2020 in Lübeck, Witzhave, Travenbrück und Hamburg gedreht.
Am Flughafen Lübeck-Blankensee entstanden die Außenaufnahmen für den nächtlichen Start des Learjets nach Zypern, bei dem es sich in Wirklichkeit um ein Geschäftsflugzeug vom Typ Falcon 7X des französischen Flugzeugbauers Dassault Aviation handelte, das in Lübeck gechartert werden kann. Die Explosion des Flugzeugs war eine Animation. Gedreht wurde auch im Tower und im Bistro des Flughafens, außerdem entstanden in Lübeck die Aufnahmen, die im Flughafen von Limassol auf Zypern spielten. Weitere Drehorte in Schleswig-Holstein waren das Haus der Waffenhändlerfamilie – in Travenbrück im Kreis Stormarn – und deren Jagdhaus im Sachsenwald bei Friedrichsruh im Kreis Herzogtum Lauenburg. Die im Tatort gezeigte Waldhütte Stangenteich 2 wurde im Oktober 2024 durch Recherchen zu einer Steueroase einer breiten Öffentlichkeit bekannt. Laut Jan Böhmermann und Frag den Staat soll Eigentümer Gregor von Bismarck in der reetgedeckten Waldhütte mehrere Briefkastenfirmen beherbergen.
Der Fernsehfilm entstand während der COVID-19-Pandemie, weswegen unter Schutzmaßnahmen gedreht und das Drehbuch geändert wurde. Thematisiert wurde die Infektionskrankheit, außer in einer Nebenbemerkung am Anfang der Folge, jedoch nicht. Während Wotan Wilke Möhring im Presseheft darauf verwies, dass während des Entstehens wohl alle davon ausgegangen seien, dass die Seuche schnell vorbei sei, erklärte der NDR, man habe sich im Sommer 2020 gegen die Thematisierung entschieden, „um dem Publikum nach den Nachrichten, die ja ständig über Corona berichten, eine corona-freie Unterhaltung zu bieten“.

## Rezeption

### Kritiken
„Doch das extrem schwierige Drehen unter Corona-Bedingungen nach dem ersten Lockdown im Frühjahr letzten Jahres hat sich offenbar auch auf die Story ausgewirkt: Die verschiedenen Teile fügen sich am Ende nicht zu einem schlüssigen Panorama, die vielen Plot-Twists laufen am Ende immer mehr ins Leere.“

„Macht der Familie ist schnell, actionreich, präzise, im Einsatzraum vibriert die Luft vor Konzentration und Anspannung. Leerstellen werden riskiert, ziemlich oft (und wohl von verschiedenen Leuten, verwirrend) wird durch Ferngläser geguckt. Nicht jede Einzelheit darf man dabei auf ihre Plausibilität prüfen, aber ob zuletzt die Puzzleteilchen wirklich alle an ihren Platz gefallen sind, das ist nicht so wichtig.“

### Einschaltquote
Die Erstausstrahlung von Macht der Familie am 18. April 2021 wurde in Deutschland von 8,94 Millionen Zuschauern gesehen und erreichte einen Marktanteil von 26,3 % für Das Erste.